# Правительство Кемпнего и Корчака
Правительство Йозефа Кемпнего и Йозефа Корчака (чеш. Vláda Josefa Kempného a Josefa Korčáka) — 2-е правительство Чешской Социалистической Республики в составе ЧССР во главе сперва с Йозефом Кемпным, а затем Йозефом Корчаком. Было приведено к присяге 29 сентября 1969 года.

## Общие сведения
Правительство пришло на смену кабинету Станислава Разла. В январе 1970 в правительстве была осуществлена замена председателя правительства и на место Йозефа Кемпнего пришёл Йозеф Корчак.

## Состав кабинета
| Министерство (должность)                          | Имя              | Начало полномочий | Конец полномочий | Партия | Партия |
| Председатель Правительства                        | Йозеф Кемпны     | 29 сентября 1969  | 28 января 1970   |        | KSČ    |
| Председатель Правительства                        | Йозеф Корчак     | 28 января 1970    | 9 декабря 1971   |        | KSČ    |
| Вице-председатель                                 | Антонин Червинка | 29 сентября 1969  | 9 декабря 1971   |        | KSČ    |
| Вице-председатель                                 | Ладислав Адамец  | 29 сентября 1969  | 9 декабря 1971   |        | KSČ    |
| Вице-председатель, министерство планирования      | Станислав Разл   | 29 сентября 1969  | 9 декабря 1971   |        | KSČ    |
| Министерство финансов                             | Леополд Лер      | 29 сентября 1969  | 9 декабря 1971   |        | KSČ    |
| Министерство труда и социальных дел               | Эмилиан Гамерник | 29 сентября 1969  | 9 декабря 1971   |        | KSČ    |
| Министерство строительства и технологий           | Карел Лёбл       | 29 сентября 1969  | 9 декабря 1971   |        | ČSS    |
| Министерство образования                          | Яромир Грбек     | 29 сентября 1969  | 8 июля 1971      |        | KSČ    |
| Министерство образования                          | Йозеф Гавлин     | 8 июля 1971       | 9 декабря 1971   |        | KSČ    |
| Министерство культуры                             | Милослав Бружек  | 29 сентября 1969  | 9 декабря 1971   |        | KSČ    |
| Министерство молодёжи и спорта                    | Неизвестно       | 29 сентября 1969  | 16 апреля 1970   |        | KSČ    |
| Министерство здравоохранения                      | Владислав Влчек  | 29 сентября 1969  | 11 февраля 1971  |        | ČSL    |
| Министерство здравоохранения                      | Ярослав Прокопец | 11 февраля 1971   | 9 декабря 1971   |        | KSČ    |
| Министерство юстиции                              | Ян Немец         | 29 сентября 1969  | 9 декабря 1971   |        | KSČ    |
| Министерство внутренних дел                       | Йозеф Гроссер    | 29 сентября 1969  | 23 октября 1970  |        | KSČ    |
| Министерство внутренних дел                       | Йозеф Юнг        | 23 октября 1970   | 9 декабря 1971   |        | KSČ    |
| Министерство промышленности                       | Йозеф Шимон      | 29 сентября 1969  | 3 января 1971    |        | KSČ    |
| Министерство промышленности                       | Олдржих Свачина  | 3 января 1971     | 9 декабря 1971   |        | KSČ    |
| Министерство строительства                        | Франтишек Томан  | 29 сентября 1969  | 16 апреля 1970   |        | ČSL    |
| Министерство строительства                        | Франтишек Шрамек | 16 апреля 1970    | 9 декабря 1971   |        | KSČ    |
| Министерство сельского хозяйства и продовольствия | Йозеф Черны      | 29 сентября 1969  | 3 января 1971    |        | KSČ    |
| Министерство сельского хозяйства и продовольствия | Вацлав Свобода   | 3 января 1971     | 9 декабря 1971   |        | KSČ    |
| Министерство лесного и водного хозяйства          | Ладислав Грузик  | 29 сентября 1969  | 9 декабря 1971   |        | KSČ    |
| Министерство транспорта                           | Йозеф Стары      | 29 сентября 1969  | 9 декабря 1971   |        | KSČ    |
| Министр почты и телекоммуникаций                  | Ружена Урбанкова | 29 сентября 1969  | 9 декабря 1971   |        | KSČ    |
| Министерство торговли                             | Штепан Горник    | 29 сентября 1969  | 9 декабря 1971   |        | KSČ    |

### Министры без портфеля
| Министерство (должность)                           | Имя              | Начало полномочий | Конец полномочий | Партия | Партия |
| Министр без портфеля                               | Антонин Поспишил | 29 сентября 1969  | 9 декабря 1971   |        | KSČ    |
| Министр — председатель Комитета народного контроля | Йозеф Махачка    | 29 сентября 1969  | 9 декабря 1971   |        | KSČ    |